# 欧铁
欧铁（Eurail）總部位於荷蘭烏得勒支。主要经营项目是发售面向歐洲居民的Interrail及面向欧洲以外的居民（Eurail Pass）等铁路周游票，該产品於1959年推出，以前又稱為歐洲通行證（Europass）或歐洲鐵路通行證（Eurorail Pass）。

## 通行證
歐鐵通行證（Eurail Pass），分為多國聯營火車通行證、雙國火車通行證、單國火車通行證。依購買天數，可在效期內無限制搭乘以上各國國鐵火車。發行對象為歐洲、英國、土耳其、摩洛哥、阿爾及利亞、突尼西亞、俄羅斯聯邦等國以外之居民，或上述國家居民已於上述國家外居留滿六個月以上且持有相關證明者。

### 使用范围

接受歐鐵通行證的國家

### 通行證种类
市售常見的通行證包括：
- 多國聯營火車通行證：
歐洲24國火車通行證、歐洲任選五國火車通行證(販售至2014年3月31日為止)、歐洲任選四國火車通行證、歐洲任選三國火車通行證(販售至2014年3月31日為止)、北歐四國火車通行證、東歐四國火車通行證、東歐三國火車通行證、荷比盧火車通行證、法國+荷比盧火車通行證、德國+荷比盧火車通行證、奧地利+斯洛維尼亞/克羅埃西亞火車通行證、巴爾幹半島火車通行證、匈牙利+斯洛維尼亞+克羅埃西亞火車通行證。

- 雙國火車通行證：
德國+法國火車通行證、德國+瑞士火車通行證、德國+奧地利火車通行證、德國+丹麥火車通行證、德國+捷克火車通行證、德國+波蘭火車通行證、法國+義大利火車通行證、法國+西班牙火車通行證、法國+瑞士火車通行證、奧地利+瑞士火車通行證、英國+愛爾蘭火車通行證、奧地利+捷克火車通行證、奧地利+匈牙利火車通行證、丹麥+瑞典火車通行證、西班牙+葡萄牙火車通行證、芬蘭+瑞典火車通行證、匈牙利+羅馬尼亞火車通行證、義大利+希臘火車通行證、義大利+西班牙火車通行證、挪威+瑞典火車通行證、斯洛伐克+捷克火車通行證。

- 單國火車通行證：
德國火車通行證、法國火車通行證、瑞士火車通行證、英國全區火車通行證、英格蘭火車通行證、英國東南區火車通行證、奧地利火車通行證、保加利亞火車通行證、捷克火車通行證、丹麥火車通行證、西班牙火車通行證、Renfe 西班牙火車通行證、芬蘭火車通行證、希臘火車通行證、克羅埃西亞火車通行證、匈牙利火車通行證、愛爾蘭火車通行證、義大利火車通行證、挪威火車通行證、波蘭火車通行證、葡萄牙火車通行證、羅馬尼亞火車通行證、瑞典火車通行證、斯洛維尼亞火車通行證、斯洛伐克火車通行證。

### 引用
1. Klook Team. .   [2021-09-10]. （原始内容存档于2021-09-10）.
2. 吴陈; 杨京德. . 新华社. 2012-08-17  [2022-12-20]. （原始内容存档于2022-12-20）.
3. ↑  . Eurail Group G.I.E.   [2020-08-04]. （原始内容存档于2020-05-12） （英语）.

### 网页
- 法國再次加入歐洲鐵路自選通票 （页面存档备份，存于）
- Rail Europe anuncia volta da França ao Eurail Passes （页面存档备份，存于）
- Eurail: Passes
- Eurail: Passes